# أندريا (مغنية)
أندريا (بالبلغارية: Андреа) هي مغنية بلغارية، ولدت في 23 يناير 1987 في صوفيا في بلغاريا.

## وصلات خارجية
- الموقع الرسمي
- أندريا على موقع IMDb (الإنجليزية)
- أندريا على موقع ميوزك برينز (الإنجليزية)
- أندريا على موقع ميوزك برينز (الإنجليزية)
- أندريا على موقع ديسكوغز (الإنجليزية)